# Verići
Verići (szerbül: Верићи), falu Banja Luka községben, Bosznia-Hercegovinában, Bosanska krajina területén, a Szerb Köztársaságban. 

## Fekvése
Bosznia-Hercegovina északi részén, Banja Lukától légvonalban 22, közúton 29 km-re északnyugatra, 220-400 méteres magasságban, a Kozara-hegység déli lejtőin a Bistrica-patak völgyében, a Banja Lukáról Prijedor felé vezető út mentén fekszik. A település szórványos jellegű, észak-déli irányban húzódik, a házak a helyi utak mentén sorakoznak, amelyek a hegyoldalak mentén húzódnak.

## Népessége
| Nemzetiségi csoport | Népesség 1991 | Népesség 2013 |
| ------------------- | ------------- | ------------- |
| Szerb               | 1225          | 1050          |
| Bosnyák             | 0             | 0             |
| Horvát              | 2             | 4             |
| Jugoszláv           | 8             | 1             |
| Egyéb               | 2             | 6             |
| Összesen            | 1237          | 1061          |

## Története
Ezen a területen az emberi élet folytonossága a történelem előtti időkre vezethető vissza. A régészeti leletek tanúsága szerint a falu területe már a késő bronzkortól fogva lakott volt. A település Popovići nevű részén olyan erődítmény maradványait találták meg, mely a késő bronzkorban és a kora vaskorban is használatban volt.
A kora középkorban ez a terület a Horvát Királyság része, majd vele együtt a 11. század végétől a Magyar Királyság része volt. Ezen belül 14. és 15. században a Szlavón bánság, majd a bosnyák bánok igazgatása alatt a Boszniai bánság része lett. A török hódítás következtében az itt lakók közül sokan átmenekültek a Száván, sokan elpusztultak, és valószínűleg csak egyharmaduk maradt szülőföldjén. A Kozara-hegység megközelíthetetlen területein való menedék miatt az itteni lakosságot ez kevésbé érintette.
A település 1878-ig tartozott az Oszmán Birodalomhoz, ekkor a berlini kongresszus határozata alapján az Osztrák-Magyar Monarchia része lett. A monarchia szétesésével 1918-ban előbb a Szerb-Horvát-Szlovén Királyság, majd 1929-től a Jugoszláv Királyság része. Jugoszlávia megszállása után a Független Horvát Állam (NDH) része lett. 1945-től a szocialista Jugoszlávia része volt. Ivanjska községhez tartozott. 1963-ban megszüntették az önálló Ivanjska községet, és területét Banja Luka községhez csatolták.. A daytoni békeszerződést követő területfelosztásnál Banja Luka község részeként a Szerb Köztársaság területéhez került.
A faluban általános iskola, orvosi rendelő, gyógyszertár, kis kőbánya és gyógynövény felvásárló állomás található.

## Kultúra
A faluban minden téli időszak végén megrendezik a Kozara fesztivált, ahol az ortodox hívők a szűkös napok végét, és a húsvéti időszak kezdetét ünneplik. Ilyenkor Boszniai Szerb Köztársaság minden részéről több száz helyi lakos és vendég jön össze. Dalokat énekelnek és finom falatokat esznek. A szokások szerint, folklór és kulturális és művészeti egyesületek lépnek fel. A háziasszonyok gasztronómiai különlegességeket készítenek. A látogatókat a hagyományos ételekkel kínálják. A helyiek mesélik, hogy őseik 1941-ig, a nagyböjt előtti vasárnapon eljöttek a templomba, és komákkal, barátokkal ünnepeltek. Ez volt az a nap, amikor a veszekedők kibékültek. Mára ezek a fesztiválok vonzó turisztikai attrakcióvá váltak, a szervezők évek óta Banja Luka és Prijedor turisztikai szervezetei.

## Nevezetességei
- Biljeg – őskori erődítmény maradványai a Popovići településrészen, egy meredek oldalú magaslat platóján. Az erődöt a könnyebben hozzáférhető keleti oldalon egy tumulus határolta. A platón erődítések nyomai, köztük kötőanyag nélkül rakott kőfalak maradványai láthatók. Korát a késő bronzkorra és a kora vaskorra tették.[4]

- Keresztelő Szent János születése tiszteletére szentelt pravoszláv temploma

- Szent György tiszteletére szentelt pravoszláv temploma